# Fabio Concas
Fabio Concas (Genova, 17 novembre 1986) è un calciatore italiano, centrocampista o ala del Derthona.

## Caratteristiche tecniche
Esterno destro con caratteristiche prettamente offensive, abile negli inserimenti e nelle ripartenze. All'occorrenza può essere impiegato anche come ala sinistra o come trequartista in un 4-4-1-1 o in un 3-5-1-1, che ha dichiarato essere il suo ruolo preferito. Discreto realizzatore, segna sia di destro che di testa.

## Carriera
Tira i suoi primi calci nella Corniglianese, per poi entrare nelle giovanili della Sampdoria (club del quale poi si professerà sempre tifoso). In seguito gioca in Serie D per tre anni di seguito col Savona, dove è compagno di squadra del difensore Cristiano Giuntoli (il quale, una volta diventato direttore sportivo, lo porterà con sé al Carpi). Dopo un'annata in Serie C2 con la Carrarese, nel 2008 passa alla Ternana, dove resta due anni e mezzo fino a gennaio 2011, prima di passare al Varese in Serie B, dove colleziona 15 presenze e 2 gol.

### Carpi
Nell'estate del 2011 scende di una categoria e passa al Carpi, ottenendo 30 presenze e 5 gol stagionali. Con i biancorossi disputa i playoff per la Serie B, perdendo però in finale contro la Pro Vercelli (0-0 al Piola e 1-3 al Braglia di Modena). L'anno successivo segna 4 gol in 23 gare, mettendo a referto anche la sua unica doppietta in carriera, realizzata il 28 aprile allo stadio Cabassi contro la Tritium. Per il secondo anno consecutivo disputa i playoff, ottenendo questa volta la promozione in Serie B sul campo del favoritissimo Lecce.
Nella sua seconda esperienza in cadetteria, dopo la breve parentesi al Varese, disputa 33 partite e segna 7 gol, tra cui la prima storica rete del Carpi in Serie B contro lo Spezia, al 27' (gara chiusa sul 2-0 da Roberto Inglese), e la rete del momentaneo vantaggio nel derby contro il Modena del 17 aprile 2014 (2-2 al termine). Aiuta il Carpi a raggiungere la salvezza e il dodicesimo posto finale. Nel finale di stagione, durante una rissa in campo nella partita contro il Lanciano, sferra un calcio al corpo di un avversario e viene squalificato per cinque giornate.

#### La squalifica e il rientro
Il 13 dicembre 2014, in un test antidoping effettuato dopo la partita Carpi-Modena (vinta dai biancorossi 1-0), risulta positivo alla cocaina. La notizia viene data l'8 gennaio 2015, con il Carpi capolista in vantaggio di 9 punti. A causa di ciò, il 20 gennaio il Carpi comunica la risoluzione del contratto con il calciatore, il quale non avrà modo di giocare nella massima serie del campionato italiano, conquistata quell'anno dal Carpi con la vittoria della Serie B, arrivata anche grazie all'apporto di Concas (fondamentale nel girone di andata, in cui segnò anche 3 reti). La Procura antidoping, dopo averlo deferito, ha chiesto per lui due anni di squalifica. Il 5 maggio viene confermata la richiesta e il centrocampista ligure viene fermato per due anni. Nell'ottobre del 2016, in attesa del termine della squalifica, ritorna a Carpi e riprende gli allenamenti con la squadra che l'ha lanciato. Il 17 dicembre seguente torna a giocare, terminato il periodo di stop forzato, in occasione della partita vinta per 1-2 contro la Salernitana. Il 18 maggio 2017 torna al gol segnando il parziale 1-0 contro il Novara con un colpo di testa sul secondo palo. La vittoria per 2-0 dà al Carpi il pass per i Play-off. La rincorsa verso la seconda promozione in Serie A si conclude dopo le due finali contro il Benevento, promosso grazie alla vittoria per 1-0 al Vigorito nel match di ritorno (0-0 all'andata al Cabassi).
Nonostante l'interesse manifestato in estate dal Cesena per il suo cartellino, rimane a Carpi anche per la Serie B 2017-2018. A causa del cambio di panchina, con l'arrivo di Antonio Calabro al posto di Castori, e complice anche un infortunio, gioca solo 21 partite di campionato, delle quali nessuna per tutti i 90'. Il 29 marzo 2018, entrando dalla panchina al 66' al posto di Malcore, segna al 68' il gol della vittoria per 2-1 contro la Ternana.
Nel campionato di Serie B 2018-2019, dove il Carpi chiude all'ultimo posto e retrocede in Serie C, Concas segna 4 gol e risulta essere il miglior marcatore stagionale insieme ad Arrighini.
Sebbene nel marzo 2018 avesse dichiarato di volere chiudere la sua carriera al Carpi, in virtù del particolare legame affettivo con la piazza, nell’estate 2019 non rinnova il contratto con gli emiliani e passa al Gozzano in Serie C.

## Statistiche

### Presenze e reti nei club
Statistiche aggiornate al 15 settembre 2019.
| Stagione         | Squadra          | Campionato       | Campionato | Campionato | Coppe nazionali | Coppe nazionali | Coppe nazionali | Coppe continentali | Coppe continentali | Coppe continentali | Altre coppe | Altre coppe | Altre coppe | Totale | Totale |
| Stagione         | Squadra          | Comp             | Pres       | Reti       | Comp            | Pres            | Reti            | Comp               | Pres               | Reti               | Comp        | Pres        | Reti        | Pres   | Reti   |
| ---------------- | ---------------- | ---------------- | ---------- | ---------- | --------------- | --------------- | --------------- | ------------------ | ------------------ | ------------------ | ----------- | ----------- | ----------- | ------ | ------ |
| 2004-2005        | Savona           | D                | 17         | 1          | -               | -               | -               | -                  | -                  | -                  | -           | -           | -           | 17     | 1      |
| 2005-2006        | Savona           | D                | 25         | 1          | -               | -               | -               | -                  | -                  | -                  | -           | -           | -           | 25     | 1      |
| 2006-2007        | Savona           | D                | 30         | 9          | -               | -               | -               | -                  | -                  | -                  | -           | -           | -           | 30     | 9      |
| Totale Savona    | Totale Savona    | Totale Savona    | 72         | 11         |                 | -               | -               |                    |                    |                    |             |             |             | 72     | 11     |
| 2007-2008        | Carrarese        | C2               | 31         | 9          | CI-C            | 0               | 0               | -                  | -                  | -                  | -           | -           | -           | 31     | 9      |
| ago. 2008        | Carrarese        | 2D               | 1          | 0          | CI-C            | 0               | 0               | -                  | -                  | -                  | -           | -           | -           | 1      | 0      |
| Totale Carrarese | Totale Carrarese | Totale Carrarese | 32         | 9          |                 | 0               | 0               |                    | -                  | -                  |             | -           | -           | 32     | 9      |
| set. 2008-2009   | Ternana          | 1D               | 31         | 3          | CI-LP           | 0               | 0               | -                  | -                  | -                  | -           | -           | -           | 31     | 3      |
| 2009-2010        | Ternana          | 1D               | 33         | 6          | CI+CI-LP        | 1+0             | 0               | -                  | -                  | -                  | -           | -           | -           | 34     | 6      |
| 2010-gen. 2011   | Ternana          | 1D               | 9          | 0          | CI+CI-LP        | 1+0             | 0               | -                  | -                  | -                  | -           | -           | -           | 10     | 0      |
| Totale Ternana   | Totale Ternana   | Totale Ternana   | 73         | 9          |                 | 2               | 0               |                    | -                  | -                  |             | -           | -           | 75     | 9      |
| gen.-giu. 2011   | Varese           | B                | 15+1       | 2          | CI              | 0               | 0               | -                  | -                  | -                  | -           | -           | -           | 16     | 2      |
| 2011-2012        | Carpi            | 1D               | 30+4       | 5          | CI+CI-LP        | 2+1             | 2+0             | -                  | -                  | -                  | -           | -           | -           | 37     | 7      |
| 2012-2013        | Carpi            | 1D               | 23+4       | 4          | CI              | 3               | 0               | -                  | -                  | -                  | -           | -           | -           | 30     | 4      |
| 2013-2014        | Carpi            | B                | 35         | 7          | CI              | 0               | 0               | -                  | -                  | -                  | -           | -           | -           | 35     | 7      |
| ago.-dic. 2014   | Carpi            | B                | 13         | 3          | CI              | 1               | 1               | -                  | -                  | -                  | -           | -           | -           | 14     | 4      |
| dic. 2016-2017   | Carpi            | B                | 15+3       | 1          | CI              | 0               | 0               | -                  | -                  | -                  | -           | -           | -           | 18     | 1      |
| 2017-2018        | Carpi            | B                | 21         | 2          | CI              | 2               | 1               | -                  | -                  | -                  | -           | -           | -           | 23     | 3      |
| 2018-2019        | Carpi            | B                | 22         | 4          | CI              | 1               | 0               | -                  | -                  | -                  | -           | -           | -           | 23     | 4      |
| Totale Carpi     | Totale Carpi     | Totale Carpi     | 159+11     | 26         |                 | 10              | 4               |                    | -                  | -                  |             | -           | -           | 180    | 30     |
| 2019-2020        | Gozzano          | C                | 4          | 0          | CI-C            | 2               | 0               |                    |                    |                    | -           | -           | -           | 6      | 0      |
| Totale carriera  | Totale carriera  | Totale carriera  | 355+12     | 57         |                 | 14              | 4               |                    | -                  | -                  |             | -           | -           | 381    | 61     |